# Nanjō, Fukui
Nanjō (南条郡 Nanjō-gun) là huyện thuộc tỉnh Fukui, Nhật Bản. Tính đến ngày 1 tháng 10 năm 2020 dân số của huyện là 10.002 người và mật độ dân số là 29 người/km2. Tổng diện tích của huyện là 343,7 km2.

## Hành chính

### Thị trấn
| Tên           | Tên      | Diện tích (km2) | Dân số | Bản đồ |
| Rōmaji        | Kanji    | Diện tích (km2) | Dân số | Bản đồ |
| ------------- | -------- | --------------- | ------ | ------ |
| Minamiechizen | 南越前町 | 343,69          | 10.745 |        |